# Arnica fulgens
Arnica fulgens là một loài thực vật có hoa trong họ Cúc. Loài này được Pursh mô tả khoa học đầu tiên.